# Sabor Amargo (banda)
Sabor Amargo es un grupo español con un ecléctico estilo musical que va desde el Reggae, al Ska, pasando por el Rock And Roll y el Pop. Con sus orígenes en el municipio salmantino de Ciudad Rodrigo fue creada por Julián Velasco, que formó la banda a finales del año 1997. El grupo tiene influencias de Seguridad Social, Los Enemigos, Los Rodríguez, Extremoduro, entre otros.

## Historia
Sabor Amargo se formó a finales de 1997 por Julián, el cantante, hasta llegar a la formación actual: Julián Velasco (voz), Manolo "Lampi" (guitarra), David "Rubio" (bajo), José "Faroles" (teclado),Txispi (batería) y Mitxel "Guitar"(voz y guitarra).
En enero de 1998 graban su primer trabajo con el nombre de “Bajo un sol de Justicia”, en los Estudios Trak de Madrid. Compuesto por cinco temas: “Una Sonrisa”, “El Lerele”, “Despistada”, “Gotelé” y “La Noche”, todas ellas con un sonido que va desde el Ska al Rock, pasando por temas más poperos como por ejemplo “El Lerele” o la balada “La Noche”. 
En agosto hacen la presentación en Ciudad Rodrigo de su primer trabajo.

Continúan tocando por escenarios locales, de la provincia de Salamanca y de otras cercanas.

En el año 1999 participan en el concurso "ImaginaRock" de Salamanca y quedan en segundo lugar.

Después de dos años haciendo bolos por la zona salmantina, deciden plasmar en CD sus nuevas ideas musicales, en mayo del 2000 su segundo disco es grabado en Madrid, pero esta vez en los Estudios Kirios, su título es “Nada Personal” y está formado por 11 canciones. En agosto presentan de nuevo en Ciudad Rodrigo el segundo álbum.

Tras un descanso de cuatro años causado por los compromisos de trabajo, en 2005 Sabor Amargo vuelve a las andadas de conciertos; en marzo de 2006 graban su tercer disco, titulado "A Fuego Lento", y al igual que en su segundo disco, éste también contiene 11 temas. En julio de 2006 son llamados a participar en el 3º Concurso Pop-Rock, organizado por Tiendas Tipo en Salamanca, dentro del programa cultural, “Salamanca a Tope”, en el cual Sabor Amargo tras 40 minutos de actuación, ganaría el primer premio.

En 2008 Sabor Amargo edita un cuarto y nuevo álbum “Este invierno no hace frío”, grabado en Madrid en los Estudios Krea Film and Sound y masterizado en los Estudios Oasis. Para este disco, Sabor Amargo cuenta con la colaboración de José Andrëa (vocalista de Mägo de Oz) para la grabación del sencillo que da nombre al disco y el videoclip del mismo.
El 10 de enero de 2009, Sabor Amargo hace la presentación de su nuevo trabajo "Este Invierno no hace frío" en la sala Caracol de Madrid, con la colaboración de José Andrëa.

### Miembros
| Manolo "Lampi" - Guitarra | Julián Velasco - Voz | David "Rubio" - Bajo |
| José "Faroles" - Teclado  | Txispi - Batería     |                      |

## Discografía

### Álbumes
| Año  | Título                     |
| ---- | -------------------------- |
| 1998 | Bajo un sol de Justicia    |
| 2000 | Nada Personal              |
| 2006 | A Fuego Lento              |
| 2008 | Este Invierno no hace frío |
| 2012 | Fracaso en el Rock&Roll    |